# Distretto di Andamarca
Il distretto di Andamarca è uno dei diciassette distretti della provincia di Concepción, in Perù. Si trova nella regione di Junín e si estende su una superficie di 694,90  chilometri quadrati.